# التقطيع (تقنية تقليم الأشجار)
التقطيع (بالإنجليزية: Shredding)‏ هي طريقة أوروبية تقليدية لتقليم الأشجار يتم من خلالها إزالة جميع الفروع الجانبية بشكل متكرر وترك الجذع الرئيسي والفروع العلوية النامية. في العصور الوسطى ، كانت هذه الممارسة شائعة في جميع أنحاء أوروبا ، لكنها أصبحت نادرة الآن ، وتتوجد بشكل رئيسي في وسط وشرق أوروبا.
كان الغرض من التقطيع هو السماح بقطف حطب الوقود وعلف الحيوانات مع الحفاظ على جذع رئيسي طويل ينمو يمكن حصاده في وقت لاحق.
كان يُمارس سابقًا في بريطانيا على الرغم من أن أوليفر راكهام يلاحظ أن «ممارسة التقطيع في العصور الوسطى - أي قص الأغصان الجانبية للشجرة التي تترك فروع الأعليا - قد اختفت من بريطانيا منذ فترة طويلة. ولم يرى سوى القليل من الاشجار تم في هاريسفيلد (جلوسيسترشاير)».
snagging اسم آخر لقطع الفروع الجانبية من الأشجار، يستخدم بشكل رئيسي في شمال إنجلترا
تشمل تقنيات إدارة الغابات المماثلة الأخرى تقليم فروع الشجرة (Pollarding) و تنسيغ (coppicing) .